# Uttenhoffen
Uttenhoffen (en alsacià Ötehoffe) és un municipi francès, situat a la regió del Gran Est, al departament del Baix Rin. L'any 1999 tenia 176 habitants.
Forma part del cantó de Reichshoffen, del districte de Haguenau-Wissembourg i de la Comunitat de comunes del Pays de Niederbronn-les-Bains.

## Demografia
| 1962 | 1968 | 1975 | 1982 | 1990 | 1999 |
| ---- | ---- | ---- | ---- | ---- | ---- |
| 144  | 150  | 144  | 173  | 166  | 176  |

## Administració
| Període | Identitat   | Partit | Qualitat |  |
| ------- | ----------- | ------ | -------- |  |
| 2001-   | Albert Jost |        |          |  |